# Cotton, Cheshire
Cotton var en civil parish från 1866 till 1936 då den blev en del av Cranage, i grevskapet Cheshire, i England. Civil parish var belägen 13 km från Crewe och hade 33 invånare år 1931.